# Striaria granulosa
Striaria granulosa är en mångfotingart som beskrevs av Charles Harvey Bollman 1887. Striaria granulosa ingår i släktet Striaria och familjen Striariidae. Inga underarter finns listade i Catalogue of Life.